# هیتوشی موریشیتا (زاده ۱۹۷۲)
هیتوشی موریشیتا (ژاپنی: 森下 仁志؛ زادهٔ ۲۱ سپتامبر ۱۹۷۲) یک بازیکن فوتبال اهل ژاپن است.
از باشگاه‌هایی که در آن بازی کرده‌است می‌توان به باشگاه فوتبال گامبا اوساکا، باشگاه فوتبال هوکایدو کونسادول ساپورو و باشگاه فوتبال جوبیلو ایواتا اشاره کرد.
هیتوشی موریشیتا در تیم‌هایی همچون باشگاه فوتبال جوبیلو ایواتا، باشگاه فوتبال کیوتو سانگا، باشگاه فوتبال ساگان توسو و باشگاه فوتبال تسپاکوستاسو گونما مربی‌گری کرده‌است.